# Leccionario 13
El Leccionario 13, designado por la sigla ℓ 13 (en la numeración Gregory-Aland), es un manuscrito griego del Nuevo Testamento. Paleográficamente ha sido asignado al siglo XII.

## Descripción
El códice contiene enseñanzas del Evangelio, en 283 hojas de pergamino (37 cm por 25,7 cm). El texto está escrito en Caligrafía uncial, en dos columnas por página, 18 líneas por página. Contiene imágenes.

## Historia
En la actualidad el códice se encuentra en la Biblioteca nacional de Francia, en París. El manuscrito se cita de forma esporádica en las ediciones del Nuevo Testamento griego (UBS3). Fue examinado por Wettstein, Scholz, y Martin Paulin. Gregory lo vio en 1885.